# 上野産業会館

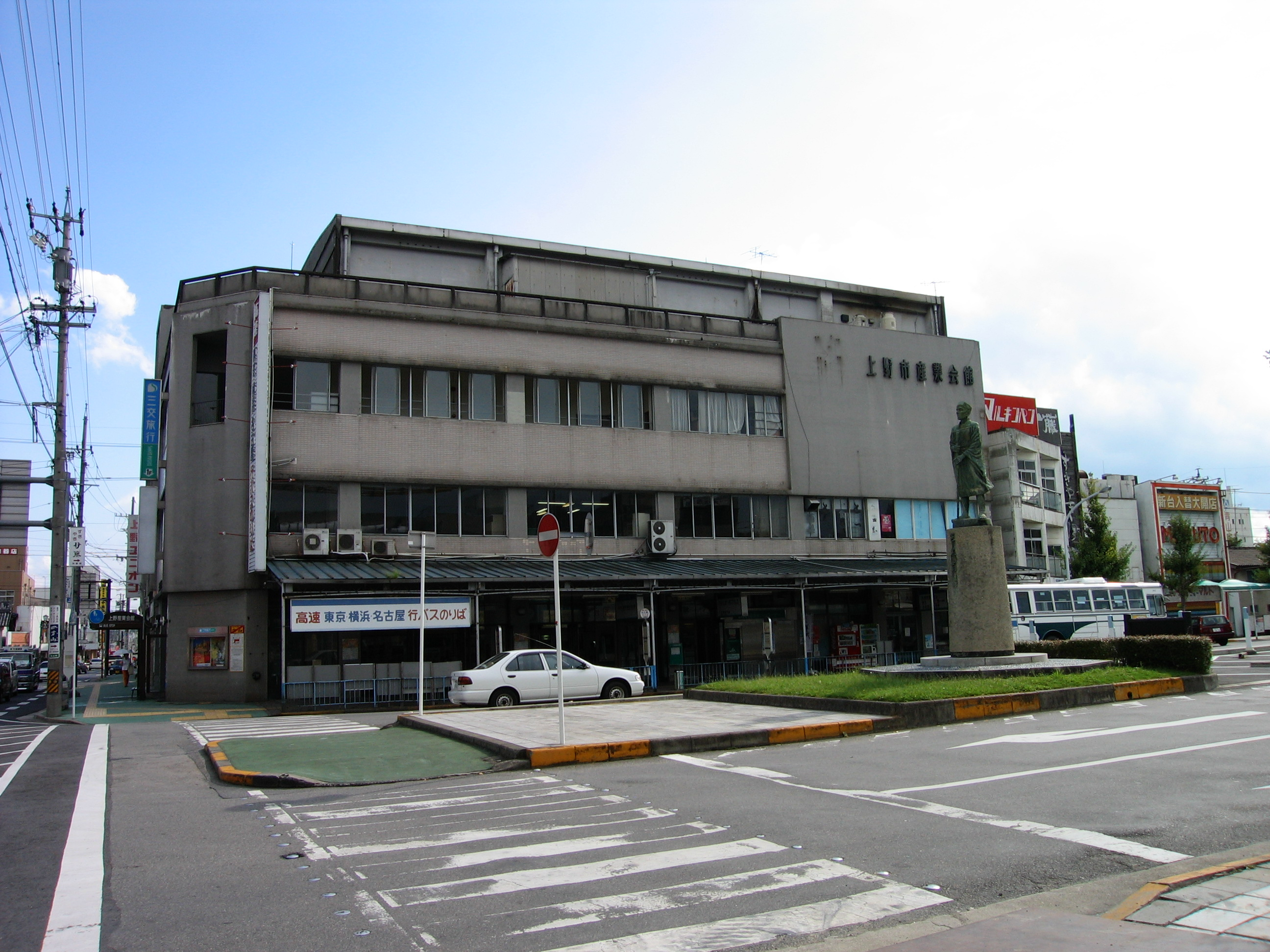
上野産業会館

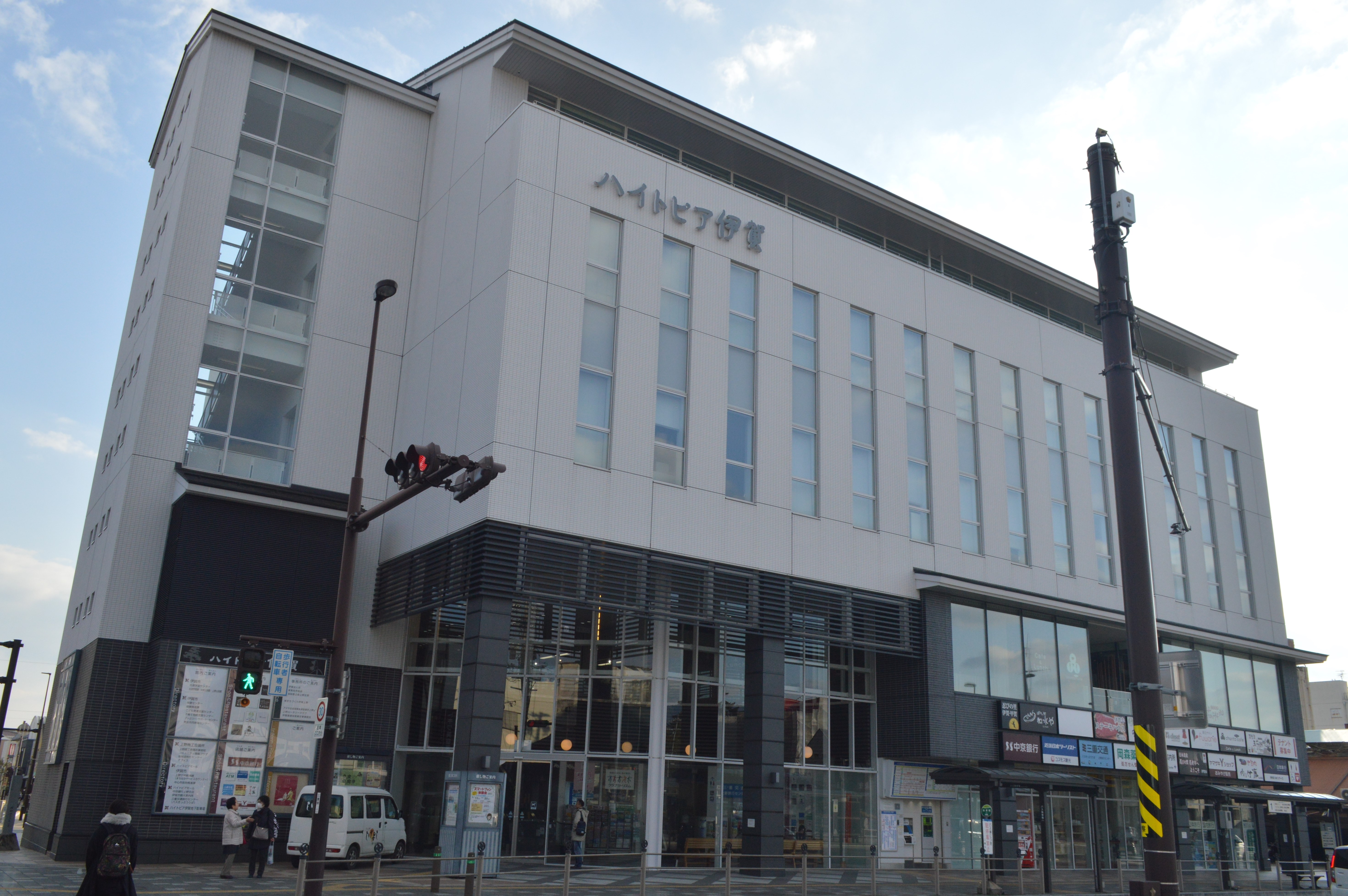
後継施設のハイトピア伊賀

上野産業会館（うえのさんぎょうかいかん）は、かつて三重県伊賀市に存在した複合商業施設。

## 歴史
1957年（昭和32年）、三重県上野市の伊賀鉄道上野市駅前に開館。第三セクターである株式会社上野産業会館（現在の株式会社俳都ピア）が運営しており、建物内に三重交通のバスターミナルおよびバス停留所が存在した。三重交通が建物の一部を使用していた。
上野市駅前再開発事業によって、2012年（平成24年）3月には南隣に後継施設のハイトピア伊賀が竣工した。上野産業会館に入居していた商業施設や伊賀市商工会議所がハイトピア伊賀に移転し、上野産業会館は3月末をもって閉館した。その後建物は解体され、跡地は駅前ロータリーの拡張と駐車場に利用されている。

## 交通
- 三重交通バス停留所は三重交通伊賀営業所管内で最大規模のバスターミナルであり、大阪や名古屋、東京方面高速バスも発着する。かつては奈良交通も京都府の山田川駅や天理から乗入れがあり、停留所名は「上野」であった。
- 2013年3月4日、ハイトピア伊賀前にバスターミナルが移転。4月1日から「上野市駅」に改称した。

## バス停留所・乗り入れ路線
本記事ののりば・行先は2013年3月4日移転以前のものである。

### 三重交通路線バス
- 1番のりば
  - 41 : 西山線 市民病院
- 2番のりば
  - 71 : 上野名張線 JR伊賀上野駅前
- 3番のりば
  - 16 : 友生線 高山
  - 26 : 玉滝線 阿山支所前（アピタ伊賀上野店経由便も有り）
  - 27 : 柘植線 伊賀支所前（城北・川東経由）
  - 28 : 柘植線 伊賀支所前（寺田・柏野経由）
  - 29 : 柘植線 伊賀支所前（寺田・川東経由）
- 4番のりば（高速バス）
  - 62 : 伊賀上野名古屋高速線　名古屋（名鉄バスセンター）（1日9往復）
  - 伊賀大阪高速線「忍者ライナー」 大阪梅田・新大阪駅北口（近鉄バスとの共同運行、1日6往復）
  - 名張品川線「いが号」 横浜駅東口・品川バスターミナル（夜行1往復）
- 5番のりば
  - 10・12 : 阿波線 汁付（大山田温泉経由便も有り）
  - 31 : 諏訪線 諏訪下出
- 6番のりば
  - 41 : 西山線 西山
  - 71 : 上野名張線 名張駅前
  - 91 : 予野線 治田西口
  - 92 : 予野線 大滝峡
- 7番のりば
  - 43 : 島ヶ原線 中矢（やぶっちゃランド経由便も有り）
  - 52 : 月瀬線 桃香野口（永谷辻経由）
  - 53 : 月瀬線 桃香野口（法花経由）
  - 60 : 上野天理線 国道山添・天理駅前（治田インター・中峯山・名阪国道経由）

### 上野コミュニティバス
しらさぎ
- 外回り循環(平日)西コース・東コース
- 内回り循環(平日)西コース・東コース
- 外回り循環(休日)西コース・東コース
- 内回り循環(休日)西コース